# 海上明珠国际影城西湖银泰城店
海上明珠国际影城西湖银泰城店位于杭州市上城区延安路98号西湖银泰城5层，2015年6月8日正式开业，共有七个数字影厅可同时容纳739名观众，其中包括一个4D厅。这是上海电影和新加坡AMG影业合作的国际品牌——海上明珠国际影城的又一家连锁店，以及杭州第二家海上明珠国际影城，第一家是2015年1月开业的海上明珠国际影城中大银泰店。